# 海盐海塘
海盐海塘位于中华人民共和国浙江省海盐县东部沿杭州湾一带，其中县城以东的敕海庙段（自南台头闸北侧至城北路口，长约2300米）现为全国重点文物保护单位。